# Enargia nunatrum
Enargia nunatrum là một loài bướm đêm trong họ Noctuidae.